# Правый поворот на красный свет
Правый поворот на красный свет (англ. right turn on red) — принцип (правило) правил дорожного движения, разрешающий в странах с правосторонним движением транспортным средствам на светофоре выполнять поворот направо при запрещающем (красном) сигнале светофора, уступая дорогу транспортным средствам, движущимся с других направлений, а также пешеходам — до въезда на перекресток, и после совершения поворота (выезда с перекрестка).

## Северная Америка

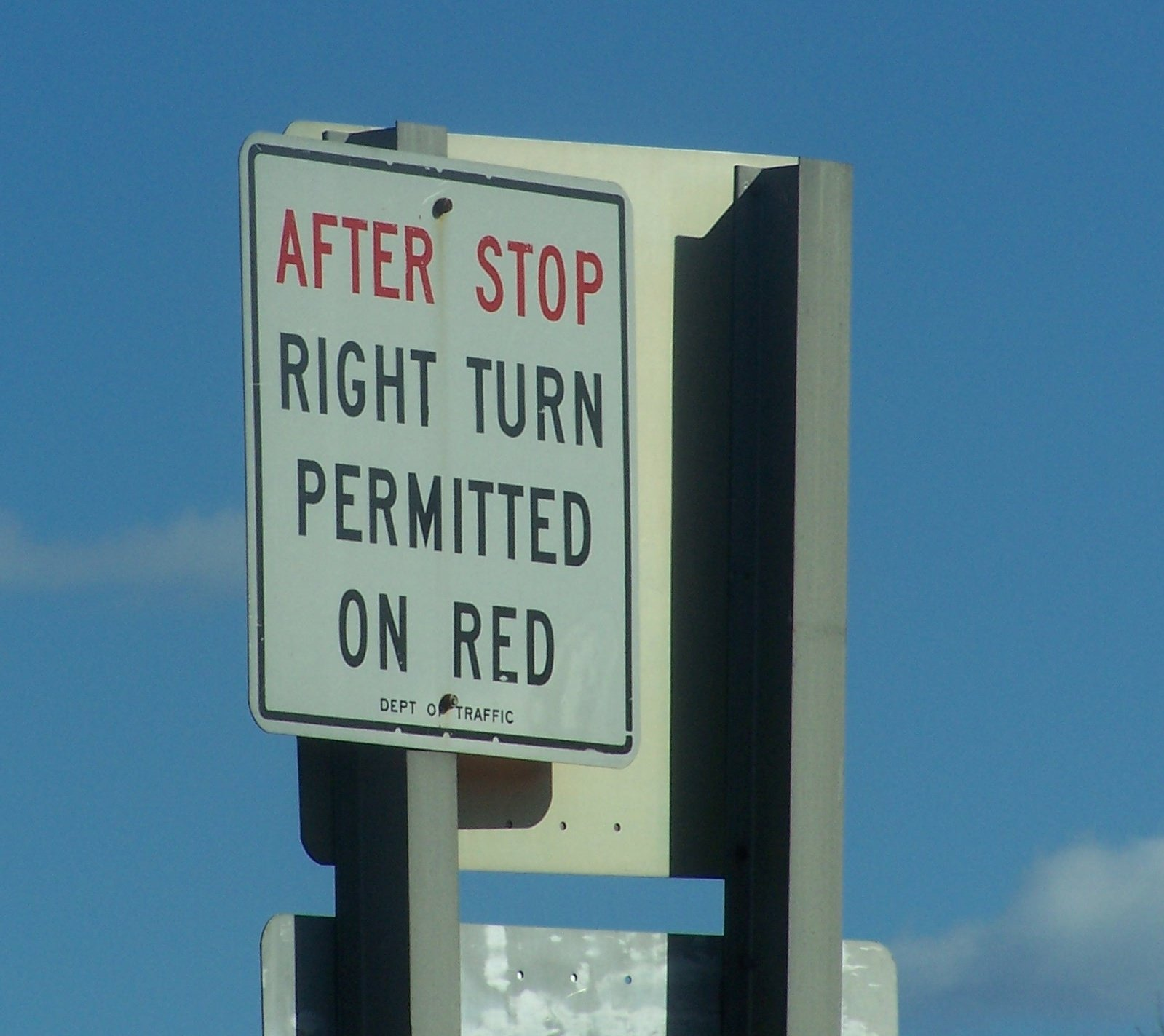
Поворот направо на красный разрешён в Нью-Йорке, после совершения полной остановки транспорта, лишь на перекрёстках с выше прикреплёнными знаком

В Северной Америке, за некоторыми исключениями (например, в Нью-Йорке и на острове Монреаль), водителю разрешается повернуть направо при запрещающем сигнале светофора после полной остановки и условии, что этот манёвр возможно выполнить безопасно.
Правый поворот на красный действует в западных штатах США более 50 лет, тогда как восточные штаты приняли его в 1970-е для экономии горючего (см. Нефтяной кризис 1973 года и Энергетический кризис 1979 года).
Все 50 штатов, в том числе Вашингтон, Гуам и Пуэрто-Рико разрешают правый поворот на красный с 1 января 1980 года, кроме случаев, когда данный манёвр явно запрещён. Это может быть надпись «Поворот на красный запрещён» (англ. "No Turn On Red") (реже «Правый поворот на красный запрещен» (англ. "No Right On Red")) вместе со знаком «Запрещён правый поворот» и словами «На красный» (англ. "On red") либо красная стрелка. Большинство стран Карибских островов (Карибского бассейна) с правосторонним движением, например, Доминиканская республика, разрешают правый поворот на красный кроме случаев, когда знак явно запрещает это. Некоторым транспортным средствам, в том числе школьным автобусам и перевозящим опасные вещества, запрещён правый поворот на красный свет вне зависимости от обстоятельств. Им необходимо дождаться разрешающего сигнала светофора и начать движение.
По данным Системы отчётности по анализу смертности (FARS) в США в промежутке с 1982 по 1992 год ежегодно в среднем 84 ДТП со смертельным исходом происходило на перекрёстках, на которых разрешён поворот направо на красный, что составляет в среднем 0.2% от всех смертельных исходов (485 104 за весь промежуток). При этом в системе нет возможности узнать, какой сигнал светофора горел в момент ДТП. Таким образом, процент смертельных ДТП, произошедших в момент поворота направо на красный свет, может оказаться меньше, чем 0.2%.
В 1992 году правый поворот на красный закреплён в федеральном законе:

Каждый предложенный план энергосбережения штата имеет право рассчитывать на федеральную поддержку, если он включает … (5) правило дорожного движения или директиву, которая (в максимально возможной степени в соответствии с безопасностью) разрешает водителю механического транспортного средства выполнять поворот направо на красный запрещающий сигнал светофора после остановки или поворот налево с одной дороги с односторонним движением на другую дорогу с односторонним движением на красный свет после остановки. Оригинальный текст (англ.)Each proposed State energy conservation plan to be eligible for Federal assistance under this part shall include— … (5) a traffic law or regulation which, to the maximum extent practicable consistent with safety, permits the operator of a motor vehicle to turn such vehicle right at a red stop light after stopping and to turn such vehicle left from a one-way street onto a one-way street at a red light after stopping.
— Кодекс Соединённых Штатов, раздел 42, глава 77, подглава III, часть B, § 6322, секция (c) 
В некоторых штатах США, например, в Калифорнии и Нью-Йорке, правый поворот на красный запрещён в тех местах, где имеется красная стрелка направо.
В Канаде правый поворот на красный свет разрешён после полной остановки во всех местах, где это явно не запрещено знаком. В Квебеке такой манёвр был запрещён вплоть до 2003 года, когда первое исследование на эту тему показало, что нет никаких значительных неблагоприятных эффектов от правого поворота на красный свет. Однако ввиду беспокойства о безопасности такой манёвр до сих пор запрещён на острове Монреаль. Большие знаки, повешенные на всех мостах на остров, предупреждают водителей об этом.

## Европа

Немецкий знак, разрешающий правый поворот на красный.

На всей территории Евросоюза запрещён правый поворот на красный, кроме случаев, когда он явно разрешён. Например, это может быть разрешено секцией с зелёной стрелкой на красный свет, секцией с мигающей жёлтой стрелкой на красный свет или постоянно установленной табличкой с зелёной стрелкой.
В Германии правый поворот на красный разрешён, когда имеется соответствующий знак. Это правило было впервые введено в 1978 году в ГДР, но в конце 1990-х после объединения Германии оно было признано устаревшим вместе с действующими на тот момент правилами дорожного движения ГДР. Власти не были способны заменить знаки дорожного движения за приемлемое время, что наряду с общественным мнением, поддерживающим старые правила, привело к сохранению разрешения поворота на красный и даже расширения области действия этого правила на всю территорию ФРГ в 1994 году. К 1999-му в западной Германии было 300 перекрёстков с таким знаком, в то время как в восточной их насчитывалось около 2500. С тех пор их число выросло, и к 2002 из около 5000 подобных перекрёстков по всей стране 48 % приходилось на западную Германию.
Таблички со стрелками вправо также используются в Литве с 1995 года. Они были удалены 1 января 2020 года из-за опасности для участников дорожного движения. Несмотря на то, что дата отмены таблиц с зелеными стрелками была объявлена в октябре 2014 года, многие муниципалитеты не были готовы к альтернативам, что вызвало возмущение общественности в январе 2020 года. В ответ на сложившуюся ситуацию правительство разрешило возврат таблиц с зелеными стрелками, но каждая таблица должна быть согласована с государственным органом – Агентством транспортной компетенции, которое проводит оценку таблиц с точки зрения безопасности движения и пропускной способности.
В России правый поворот на красный в том смысле, в котором он определён в начале статьи, на данный момент запрещен. Дополнительные секции устанавливаются только в двух случаях:
1. Если дополнительная секция и зелёный сигнал на светофоре для пешеходов, установленном на той дороге, с которой производится въезд на перекресток, загораются попеременно, не создавая конфликтной ситуации.
2. Если на той дороге, с которой совершается въезд на перекресток, отсутствует пешеходный переход. В таком случае дополнительная секция может быть установлена как  неуправляемая и гореть постоянно.

В настоящее время ведутся работы по внедрению новых правил и знака (таблички), разрешающих совершать поворот в том числе и на конфликтных перекрёстках (см. п. 1).
В Белоруссии правый поворот на красный разрешён только при наличии горящего сигнала в дополнительной секции светофора.
ГАИ Украины в наиболее оживлённых городах в начале 2000-х годов провела эксперимент по повороту направо на красный. Эксперимент удался, и табличку с зелёной стрелкой внесли в Правила дорожного движения. Приднестровье такие же изменения в ПДД приняло в 2012 году, благодаря чему на многих светофорах установили табличку с зелёной стрелкой.

## Азия
В Пакистане с 2008 года с левосторонним движением левый поворот на красный запрещён, кроме отдельных контролируемых случаев. На большинстве светофоров поворот налево имеет отдельный сигнал, стрелку налево.
В Индии (с левосторонним движением) левый поворот на красный разрешён, если знак его явно не запрещает . В некоторых местах знак явно напоминает водителям о возможности такого манёвра.
В Южной Корее правый поворот на красный разрешён в большинстве ситуаций, но водитель обязан полностью остановиться перед совершением поворота.
И в Китае и на Тайване правый поворот на красный разрешён в случаях, когда нет красной запрещающей стрелки направо и не создаётся помех транспорту, движущемуся по пересекаемой дороге.

## Левый поворот на красный
В США 37 штатов и Пуэрто-Рико разрешают левый поворот на красный, только если и дорога, с которой выезжает транспортное средство, и дорога, на которую оно въезжает, с односторонним движением. Пять штатов США (Аляска, Айдахо, Мичиган, Орегон и Вашингтон) разрешают левый поворот на красный даже с дороги с двусторонним движением. В Вашингтоне въезды на автомагистраль также считаются дорогами с односторонним движением для поворотов направо на красный.
Следующие штаты США запрещают левые повороты на красный: Южная Дакота (кроме случаев, когда это разрешено местным законом), Коннектикут, Мэн, Миссисипи, Миссури, Нью-Гэмпшир, Северная Каролина, Род Айленд, Вашингтон (округ Колумбия) и Гуам. В городе Нью-Йорк также запрещён левый поворот на красный, если нет разрешающего знака.
В Канаде левый поворот на красный разрешён с одной дороги с односторонним движением на другую с односторонним движением, за исключением некоторых областей в Квебеке, Нью-Брансуике и острова Принца Эдуарда. Левый поворот на красный с двусторонней дороги на дорогу с односторонним движением разрешён в Британской Колумбии, при этом необходимо пропустить пешеходов и транспортные средства, движущиеся по пересекаемой дороге.